# Sakib Mahmuljin
Sakib Mahmuljin (* 13. října 1952) je bosňácký politik a bývalý voják, který sloužil jako velitel 3. sboru armády Republiky Bosna a Hercegovina (ARBiH) během bosenské války. Po válce byl usvědčen ze spáchání válečných zločinů na bosenskosrbských zajatcích a odsouzen k osmi letům vězení.
Na začátku jugoslávských válek se Mahmuljin připojil k muslimské zpravodajské službě. Později velel jednotkám ARBiH při střetech s Chorvatskou radou obrany ve střední Bosně. V září 1994 byl Mahmuljin jmenován velitelem 3. sboru ARBiH a v této funkci sloužil během bitvy u Vozući mezi červencem a zářím 1995. Po bitvě zahraniční mudžahedíni začlenění do 3. sboru zabili více než padesát bosenskosrbských válečných zajatců, z nichž někteří byli sťati. Po válce Mahmuljin dohlížel na usazování zahraničních bojovníků a jejich rodin ve vesnicích, které byly dříve obydleny bosenskými Srby a bosenskými Chorvaty. Ve všeobecných volbách v Bosně v roce 1996 také úspěšně kandidoval na kandidátku Strany demokratické akce (SDA), kde dominovali Bosňáci. Později téhož roku byl jmenován náměstkem ministra obrany Federace Bosny a Hercegoviny a tuto funkci zastával až do roku 2001. V této roli pomáhal Spojeným státům v úsilí vycvičit a vyzbrojit armádu Federace Bosny a Hercegoviny. Navzdory jeho údajným vazbám na islámské fundamentalisty ho američtí představitelé údajně považovali za umírněného.
V prosinci 2015 byl Mahmuljin zatčen bosenskou policií na základě obvinění z válečných zločinů. Jeho zatčení SDA odsoudila. V srpnu 2019 Mahmuljin obdržel ocenění od předsedy vlády Zenicko-dobojského kantonu. Tento krok Organizace pro bezpečnost a spolupráci v Evropě kritizovala. V lednu 2021 byl Mahmuljin shledán vinným z toho, že nezabránil zabíjení a špatnému zacházení s bosenskosrbskými zajatci ve Vozući. Později toho roku se proti rozhodnutí úspěšně odvolal, ale byl znovu shledán vinným při obnoveném řízení a v dubnu 2022 odsouzen k osmi letům vězení v konečném rozhodnutí, proti kterému nebylo možné se odvolat. V srpnu 2022 bylo oznámeno, že Mahmuljin z Bosny a Hercegoviny uprchl a utekl do Turecka.

## Život
Mahmuljin se narodil ve vesnici Kozarac nedaleko Prijedoru 13. října 1952 Hamdijovi a Aidě Mahmuljinovým. Vystudoval Střední školu silniční dopravy. V letech 1970 až 1989 Mahmuljin pracoval na ministerstvu dopravy a financí Jugoslávské lidové armády (srbochorvatsky: Jugoslovenska narodna armija; JNA) v Čapljině.
Mahmuljin je ženatý a má dvě děti. V letech 1989 až 1992 sloužil u velitelství civilní obrany Republiky Bosna a Hercegovina. Před vyhlášením nezávislosti Bosny a Hercegoviny na Jugoslávii byl Mahmuljin naverbován do Muslimské zpravodajské služby (srbochorvatsky: Muslimanska obavještajna služba; MOS), založené ve Vídni v roce 1991 majorem Fikretem Muslimovićem, bývalým agentem jugoslávské kontrarozvědky (srbochorvatsky: Kontraobavještajna služba KOS).

## Bosenská válka
Po referendu o nezávislosti, které se konalo od 29. února do 1. března 1992, vyhlásilo Lidové shromáždění Bosny a Hercegoviny nezávislost na Jugoslávii. Mahmuljin byl následně jmenován do generálního štábu nově vytvořené armády Republiky Bosna a Hercegovina (srbochorvatsky Armija Republike Bosne i Hercegovine; ARBiH). Dva Mahmuljinovi bratři, Omer a Nagib, byli zabiti v táboře Omarska poblíž Prijedoru, který od května do srpna 1992 provozovala armáda Republiky srbské (Vojska Republike Srpske; VRS). V prosinci 1993 velel Mahmuljin jednotkám ARBiH pokoušejícím se zmocnit se továrny na munici Vitezit ve Vitezu od Chorvatské rady obrany (Hrvatsko vijeće obrane; HVO). "Tím, že tu továrnu vezmeme, byli bychom soběstační ve výrobě zbraní," řekl Mahmuljin reportérovi Chucku Sudeticovi a dodal, že ARBiH už dosáhla perimetru továrny. Odmítl hrozby místních představitelů HVO, že továrnu vyhodí do povětří, než aby ji nechali padnout do rukou ARBiH, a tvrdil, že takový krok by vyústil v „přírodní kalamitu“, která by znamenala „konec pro 15 000 lidí ve Vitezu." V září 1994 byl Mahmuljin jmenován velitelem 3. sboru ARBiH a nahradil předchozího velitele Kadira Jusiće.
V červenci 1995 zahájil 3. sbor ofenzívu proti kapse Vozuća, ovládané VRS, západně od Zavidovići. V průběhu této ofenzívy se 3. sboru podařilo zmocnit se vesnic Krčevine a Kesten. Mnoho bosenskosrbských vězňů bylo po zajetí zabito, zmrzačeno a bylo s nimi špatně zacházeno. Ti, kteří přežili, byli transportováni do záchytného tábora v obci Kamenica. V září zahájil 3. sbor operaci s cílem vytlačit VRS z Vozućy. Ofenzivu vedlo až 300 zahraničních mudžahedínů, kteří bojovali s velkým odhodláním a podařilo se jim přemoci bosenskosrbské linie. Dobytí Vozućy spojilo 2. a 3. sbor a také průmyslová města Tuzla a Zenica. Srbové zajatí během ofenzívy byli opět odvezeni do tábora Kamenica. Mezi zajatci v Kamenici byly tři bosenskosrbské ženy. Později byli převezeni do detenčního zařízení na předměstí Zenice, kde byly bity, mučeny a sexuálně napadány mudžahedíny a dva dny drženy v kůlně bez jídla a vody. Více než padesát bosenskosrbských válečných zajatců bylo mudžahedíny po pádu Vozućy zabito. Mahmuljin se údajně chlubil, že poslal 28 uříznutých hlav bosenskému prezidentovi Alijovi Izetbegovićovi a dalších 28 do Íránu. Vraždy bojovníci nahráli na video a záběry byly později distribuovány v Bosně a po celém muslimském světě.
V prosinci 1995 se zástupci Bosny a Hercegoviny, Chorvatska a Svazové republiky Jugoslávie sešli v Daytonu ve státě Ohio a dohodli se na vyjednané dohodě o ukončení bosenské války. Podle podmínek Daytonské dohody byla Bosna a Hercegovina rozdělena na dva autonomní celky, Republiku srbskou ovládanou Srby a Federaci Bosny a Hercegoviny, obývanou především Bosňáky (bosenskými Muslimy) a Chorvaty. Krátce po podepsání Daytonské dohody Mahmuljin zařídil, aby se 89 zahraničních bojovníků a jejich rodin usadilo ve vesnici Donja Bočinja poblíž Maglaje, kde dříve převládala srbská většina. Mahmuljin také údajně zařídil, aby se 300 zahraničních bojovníků usadilo ve Chorvaty dříve obývané vesnici Guča Gora poblíž Travniku. V roce 2000 nařídil Dževad Galijašević, vedoucí magistrátu v Maglaji, vyhnání mudžahedínů žijících v srbských domech ve zmíněných vesnicích, ale příkaz nebyl nikdy proveden.

## Po válce

### Náměstek ministra obrany
Navzdory osobním ujištěním Izetbegoviće americkým představitelům, že jeho Strana demokratické akce (Stranka demokratske akcije; SDA) nepovolá bývalé vojenské velitele, aby kandidovali v bosenských všeobecných volbách v roce 1996. Nicméně tři bývalí velitelé ARBiH – mezi nimi Mahmuljin – kandidovali jako součást SDA kandidátky. Mahmuljinova kandidatura a následné zvolení, stejně jako zvolení jeho kolegů velitelů ARBiH Mehmeda Alagiće a Atifa Dudakoviće, byly velebeny v září 1996 v plátku Ljiljanu, v oficiálním zpravodajském bulletinu SDA, a Mahmuljin sám byl přirovnáván k bosenskému národnímu hrdinovi Osmanu Tankovićovi.
18. prosince 1996 byl Mahmuljin jmenován náměstkem ministra obrany Federace Bosny a Hercegoviny pod vedením Ante Jelaviće. Tato pozice byla dříve obsazena Hasanem Čengićem, který byl odvolán na naléhání amerických představitelů zneklidněných jeho úzkými vazbami na íránskou vládu. Američané údajně považovali Mahmuljina za umírněného. Zjevně také přehlédli Mahmuljinovo vlastní spojení s Íránci. Mahmuljin a několik dalších vysokých bosenských vládních úředníků pokračovalo v ochraně stovek zahraničních bojovníků, kteří zůstali v Bosně a Hercegovině i po skončení války, navzdory americkým požadavkům, aby byli ze země vyhoštěni. Američtí představitelé nicméně považovali Mahmuljina za „výrazné zlepšení“ oproti Čengićovi, jehož odvolání vedlo Clintonovu administrativu k tomu, aby schválila program v hodnotě 400 milionů dolarů (718 milionů dolarů v roce 2024) na výcvik a vybavení armády Federace Bosny a Hercegoviny, který vznikl v poválečném období jako sloučení ARBiH a HVO.
Přestože Daytonská dohoda stanovila, že všichni zbývající zajatci zadržovaní válčícími stranami mají být propuštěni do ledna 1996, dva bosenští Srbové zajatí 3. sborem v září 1995 byli drženi v zajetí ve věznici Zenica více než rok po válce, údajně na Mahmuljinův rozkaz. Mahmuljin je údajně chtěl použít jako vyjednávací žetony k získání informací o osudu svých zmizelých bratrů. Kapitán Nenad Škrbić a poručík Dušan Skrebić byli drženi bez obvinění a většinu času strávili na samotce. V roce 1996 byly jednotky SFOR upozorněny, že Škrbić a Skrebić jsou stále zadržováni v Zenici, ale pokaždé, když personál SFOR dorazil k vyšetřování obvinění, byli oba převezeni na tajné místo ve věznici. 3. srpna 1997 dorazili do věznice bez ohlášení představitelé SFOR a oba muže viděli. Zaměstnanci věznice je zpočátku odmítli propustit s argumentem, že jsou váleční zajatci. Následovala napjatá situace a následující den vězeňští úředníci souhlasili s propuštěním Škrbiće a Skrebiće, kteří byli poté převezeni do Banja Luky vrtulníkem. Oba následně vyšetřovatelům řekli, že byli během zajetí biti a špatně krmeni.
V roce 1999 Mahmuljin doprovázel další představitele Federace na oficiální návštěvě Pákistánu ve snaze zvýšit obranné vazby. Nadále působil jako náměstek ministra obrany Federace až do 12. března 2001.

### Řízení o válečných zločinech
V roce 2004 noviny Oslobođenje uvedly, že Mezinárodní trestní tribunál pro bývalou Jugoslávii (ICTY) se připravuje obvinit Mahmuljinova válečného nadřízeného, náčelníka generálního štábu ARBiH Rasima Deliće, jakož i Ejupa Ganiće, válečného člena předsednictva Bosny a Hercegoviny a Mahmuljina samotného. Ačkoli se Mahmuljinovi podařilo vyhnout se stíhání ze strany tribunálu, Delić byl následně obžalován. V roce 2008 byl Delić shledán vinným z toho, že nezabránil zabíjení a špatnému zacházení s bosenskosrbskými vězni zahraničními mudžahedíny, a odsouzen ke třem letům vězení. Poté, co byl vynesen verdikt, Mahmuljin popřel jakékoli provinění a řekl, že nad mudžahedíny neuplatnil žádnou kontrolu.

#### První soud
12. března 2015 Boris Grubešić, mluvčí bosenské státní prokuratury, oznámil, že obvinění z válečných zločinů vznesená proti Mahmuljinovi nebudou vyšetřována. Toto rozhodnutí bylo odsouzeno organizacemi bosenskosrbských válečných veteránů. 8. prosince 2015 byl Mahmuljin zatčen bosenskou policií, navzdory prohlášením, která již dříve vydala bosenská státní prokuratura. SDA vydala prohlášení odsuzující jeho zatčení. Prokurátoři válečných zločinů obvinili Mahmuljina z toho, že po bitvě u Vozućy nezabránil špatnému zacházení a zabití více než padesáti bosenskosrbských zajatců a také zneužití asi dvaceti dalších. Ke zločinům mělo dojít mezi květnem a říjnem 1995. Krátce nato byl Mahmuljin propuštěn na základě vlastního uznání a čekal na potvrzení obžaloby. Mahmuljinovo obvinění bylo potvrzeno dne 7. ledna 2016 soudem Bosny a Hercegoviny. Téhož dne byl propuštěn na kauci. 15. června 2016 bývalý vězeň Miodrag Samac vypověděl, že ho zahraniční mudžahedíni donutili políbit useknutou hlavu svého spoluvězně Gojka Vujičiće v detenčním táboře ve vesnici Gostovići.
29. srpna 2019 převzal Mahmuljin na slavnostním zasedání shromáždění kantonu ocenění od předsedy vlády Zenicko-dobojského kantonu Mirzy Ganiće. Tento krok kritizovala mise Organizace pro bezpečnost a spolupráci v Evropě (OBSE) v Bosně a Hercegovině. „Aby Bosna a Hercegovina překonala dědictví války, musí nejprve respektovat nevinné oběti války,“ poznamenal představitel OBSE Bruce Berton. „Ocenění těch, kteří jsou obviněni z válečných zločinů, je opakem, zatímco podkopává usmíření a vztahy mezi komunitami.“ 9. prosince 2020 Mahmuljin přednesl prohlášení před soudem, ve kterém uvedl, že 3. sbor nezabil žádné civilisty kdy byl jejím velitelem a že nikdy nevydal rozkazy, které by byly v rozporu s mezinárodním právem. 22. ledna 2021 byl Mahmuljin shledán vinným z toho, že nezabránil zabíjení a špatnému zacházení s bosenskosrbskými vězni, a odsouzen k 10 letům vězení. Obhajoba oznámila, že se proti rozhodnutí odvolá.

#### Druhý soud
Při odvolacích jednáních obžaloba naléhala na Státní soud Bosny a Hercegoviny, aby nejen potvrdil původní verdikt, ale také zvýšil Mahmuljinův trest na 20 let vězení. Obhajoba naopak tvrdila, že Mahmuljin by měl být buď zproštěn viny, nebo by měl být obnoven proces. Na začátku listopadu 2021 bylo Mahmuljinovo odsouzení zrušeno a bylo nařízeno nové řízení. 30. listopadu 2021 bylo s Mahmuljinem zahájeno nové soudní řízení.
V reakci na rozhodnutí státního soudu nařídit obnovu řízení a rovněž na zatčení osmi bosenskosrbských válečných veteránů minulý týden na základě obvinění z válečných zločinů, přibližně 100 bosenskosrbských demonstrantů – včetně bývalých válečných zajatců a příbuzných těch, kteří jsou stále považováni za nezvěstné války – uspořádali 7. prosince 2021 demonstraci před budovou Státního soudu a prokuratury v Sarajevu, kde obvinili místní soudnictví ze zaujatosti vůči Srbům. 28. dubna 2022 odvolací senát Státního soudu Bosny a Hercegoviny potvrdil Mahmuljinovo odsouzení a odsoudil ho k osmi letům vězení – jeden rok za spáchání válečného zločinu proti civilnímu obyvatelstvu, 1+1⁄2 roku za spáchání válečných zločinů na nemocných a raněných a 6+1⁄2 roku za spáchání válečného zločinu na válečných zajatcích. Rozhodnutí bylo konečné a nebylo možné se proti němu odvolat.
Po vynesení rozsudku nebyla Mahmuljinovi uložena žádná prohibiční opatření. V srpnu 2022 bylo oznámeno, že opustil Bosnu a odešel do Turecka, údajně hledat lékařské ošetření. Rozhodnutí nezadržet Mahmuljina ihned po vynesení jeho verdiktu odsoudily organizace zastupující oběti války bosenských Srbů. Milorad Kojić, ředitel Centra pro výzkum války, válečných zločinů a pátrání po pohřešovaných osobách Republiky srbské, uvedl, že se Mahmuljin pokoušel vyhnout výkonu trestu a vyzval k jeho vydání. Koncem listopadu vydalo soudnictví Bosny a Hercegoviny na Mahmulji na mezinárodní zatykač a v březnu 2023 žádost o vydání, přičemž oba tyto případy zůstaly tureckými úřady nezodpovězeny.